# サンバーナディーノ山脈
サンバーナーディーノ山脈 (サンバーナディーノさんみゃく、San Bernardino Mountains) はアメリカのカリフォルニア州南部、ロサンゼルスの北東にある山脈。
東西約100kmにわたり、北部はモハーヴェ砂漠に接する。西にはサンガブリエル山脈があり、その境はカホン峠 (Cajon) である。サンバーナーディーノ山 (3,311m) 、サンゴルゴニオ山 (Mount San Gorgonio、3,502m) などの山がある。山脈の東側からリトルサンバーナーディーノ山脈 (Little San Bernardino Mountains) がコーアチェラ・バレー (Coachella Valley) に沿って南東に延びている。